# Cherry Pie
Cherry Pie ist das zweite Studioalbum der US-amerikanischen Glam-Metal-Band Warrant und ihr kommerziell größter Erfolg. Das Album erreichte Platz 7 der US-amerikanischen Album-Charts; alle vier ausgekoppelten Singles erreichten die Billboard Hot 100, zwei davon die Top 10.

## Entstehung
Warrant hatten mit ihrem Debütalbum Dirty Rotten Filthy Stinking Rich 1989 einen Sensationserfolg landen können: Es hatte Platz 10 der amerikanischen Albumcharts erreicht; vier Singles hatten es in die Billboard Hot 100 geschafft. Gleichzeitig landete die Gruppe ihren bis heute größten Singleerfolg mit Heaven: Der Titel erreichte Platz 2 der Hot 100 und konnte sich 19 Wochen in den Charts halten. Die Band war als Vorgruppe Teil der 1989er Tourneen von Mötley Crüe, Paul Stanley, Queensrÿche, Poison, Kingdom Come, Danger Danger und Skid Row.
Im Februar 1990 begann Warrant in Hawaii mit den Aufnahmen für die Nachfolge-LP. An den Arbeiten waren verschiedene Gastmusiker beteiligt: Poison-Gitarrist C.C. Deville spielte Leadgitarre auf dem Titel Cherry Pie, Produzent Beau Hill spielte Banjo auf Uncle Tom’s Cabin, der Bruder von Sänger Jani Lane, Eric Oswald, spielte bei diesem Song die Einleitung auf der Akustikgitarre.
Zwölf Titel schafften es auf das radiofreundlich produzierte Album, das am 11. September 1990 veröffentlicht wurde. Die LP erklomm innerhalb von vier Wochen die Charts in den Vereinigten Staaten und erreichte Platz 7; in Großbritannien schafft sie es immerhin auf Platz 35. Cherry Pie wurde kurze Zeit nach der Veröffentlichung bereits mit Platin ausgezeichnet, erhielt auch in Kanada Platin und nach der Rückkehr der Band von einer Europatournee zum zweiten Mal Platin in den USA. Nach Angaben der Band verkaufte sich Cherry Pie 2,7 Mio. mal.
 Wegen des als Bonustrack bezeichneten Titels Ode To Tipper Gore, der aus Zusammenschnitten zahlreicher bei Konzerten geäußerter Flüche und Schimpfworte bestand, wurde das Album mit dem bekannten „Parental Advisory - Explicit Content“-Sticker versehen. Tipper Gore war deshalb Ziel dieser Provokation, weil sie Initiatorin des „Parents Music Resource Center“ gewesen war.
Albumcover
Das Albumcover zeigte eine rothaarige junge Frau auf Rollschuhen, die ein weit ausgeschnittenes, kurzes, enges Kleid mit einer kurzen Kellnerschürze darüber trägt. Auf ihrer erhobenen rechten Hand balanciert sie einen Teller, von dem ein dreieckiges Stück Kuchen (Cherry Pie) heruntergefallen ist, das sich jetzt genau in Höhe ihrer Scham befindet. Über ihrem Kopf befindet sich eine große Kirsche.
Re-Release
2004 wurde das Album in der Reihe The Metal Masters Series von Columbia Records wiederveröffentlicht. Das Re-Release enthielt zwei zusätzliche Titel.

## Titelliste
1. 3:21 – Cherry Pie (J. Lane, J. Allen, S. Sweet, J. Dixon, E. Turner)
2. 4:01 – Uncle Tom’s Cabin (J. Lane, J. Allen, S. Sweet, J. Dixon, E. Turner)
3. 3:47 – I Saw Red (J. Lane, J. Allen, S. Sweet, J. Dixon, E. Turner)
4. 4:04 – Bed Of Roses (J. Lane, J. Allen, S. Sweet, B. Hill, J. Dixon, E. Turner)
5. 2:39 – Sure Feels Good To Me (J. Lane, J. Allen, S. Sweet, J. B. Frank, D. Stag, J. Dixon, E. Turner)
6. 3:07 – Love In Stereo (J. Lane, J. Allen, S. Sweet, J. Dixon, E. Turner)
7. 3:33 – Blind Faith (J. Lane, J. Allen, S. Sweet, J. Dixon, E. Turner)
8. 2:58 – Song And Dance Man (J. Lane, J. Allen, S. Sweet, J. Dixon, E. Turner)
9. 3:34 – You’re The Only Hell Your Mama Ever Raised (J. Lane, J. Allen, S. Sweet, J. Dixon, E. Turner)
10. 3:29 – Mr. Rainmaker (J. Lane, J. Allen, S. Sweet, J. Dixon, E. Turner)
11. 2:49 – Train Train (S. Medlocke)
12. 0:55 – Ode To Tipper Gore (J. Lane, J. Allen, S. Sweet, J. Dixon, E. Turner)

Bonustracks der Wiederveröffentlichung
1. 3:37 – Game Of War (J. Lane, E. Turner, J. Dixon) – (bisher unveröffentlichte Demoaufnahme von 1988)
2. 3:00 – The Power (J. Lane) – (Demo zum Soundtrack zu Fäuste – Du mußt um Dein Recht kämpfen von 1992)

## Rezeption
Frank Trojan schrieb für Rock Hard, Cherry Pie sei seinem ersten Eindruck nach wieder so ein Schmalz-Stampf-Hüpf-Album amerikanischer Machart. Beim zweiten Song allerdings habe er allerdings aufgehorcht und „geile Akustikparts“ ausgemacht, die sich „mit rauhen Gitarrenläufen“ abwechselten. In dem Glauben, dies sei ein „einmaliger positiver Ausrutscher“, sagten ihm die folgenden 'Bed Of Roses' und 'I Saw Red' „überraschenderweise“ auch zu. 'Sure Feels Good To Me' überzeuge ihn von seinem Eindruck, das Lied sei „ein kurzweiliger, flotter Headbanger“. Trojan schreibt, sein erster Eindruck sei „mehr als positiv“. Seite 2 des Albums starte „gut durch, allerdings nicht mit der Konstanz“. Die Stärken lägen „im treibenden 'Mr. Rainmaker', der schönen Halbballade 'Blind Faith' und dem Sleaze-angehauchten 'Train, Train'“. Im Endeffekt sei "Cherry Pie" eine „sehr gute Hardrock-Platte mit echtem Street-Feeling“ geworden.

## Gastmusiker
- C. C. DeVille – Gitarre
- Mike Slamer – Gitarre
- Bruno Ravel – Backing Vocal
- Steve West – Backing Vocal
- Fiona – Backing Vocal
- Alan Hewitt – Orgel, Piano, Streichinstrumente
- Beau Hill – Organ, Banjo, Synthesizer, Keyboard
- Paul Harris – Piano, Streichinstrumente
- Juke Logan – Mundharmonika

## Auszeichnungen für Musikverkäufe
Cherry Pie wurde in den USA 2× mit Platin ausgezeichnet.
| Land/Region               | Auszeichnungen für Musikverkäufe (Land/Region, Auszeichnung, Verkäufe) | Verkäufe  |
| ------------------------- | ---------------------------------------------------------------------- | --------- |
| Vereinigte Staaten (RIAA) | 2× Platin                                                              | 2.000.000 |
| Insgesamt                 | 2× Platin ·                                                            | 2.000.000 |